# 硬腭
硬腭（英文：Hard palate）是一块薄的水平骨板，由上颌骨的腭突和腭骨的水平板组成，位于口腔顶部。硬腭横跨由保持上牙的牙槽突形成的牙槽弓（发育时）。

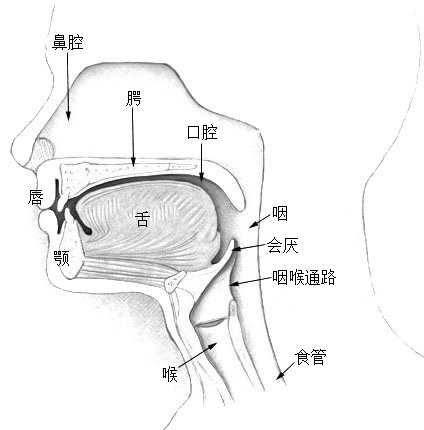
人类发声构造；此图显示“腭”与“颚”为不同部位。图中“颚”是指下颚（下颌），但图未标示“上颚”（上颌）。

## 备注
“硬腭”以往亦称“硬颚”，但“腭”与“颚”解剖部位不同，已不用“硬颚”一词。